# Plectritis jepsonii
Plectritis jepsonii là một loài thực vật có hoa trong họ Kim ngân. Loài này được (Suksd.) Burtt Davy miêu tả khoa học đầu tiên năm 1901.